# 切波医院
43°56′6.047″N 10°55′0.392″E / 43.93501306°N 10.91677556°E

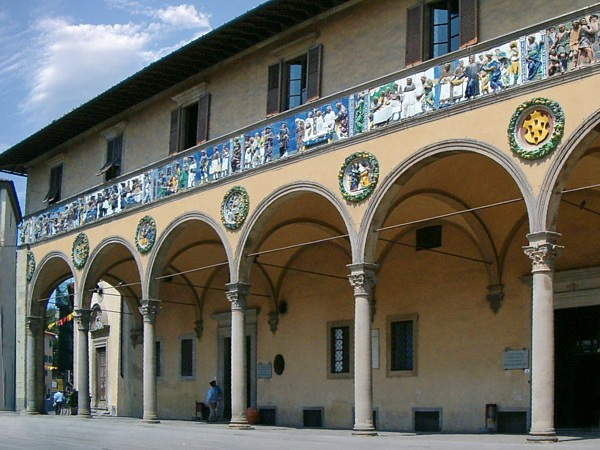
切波医院

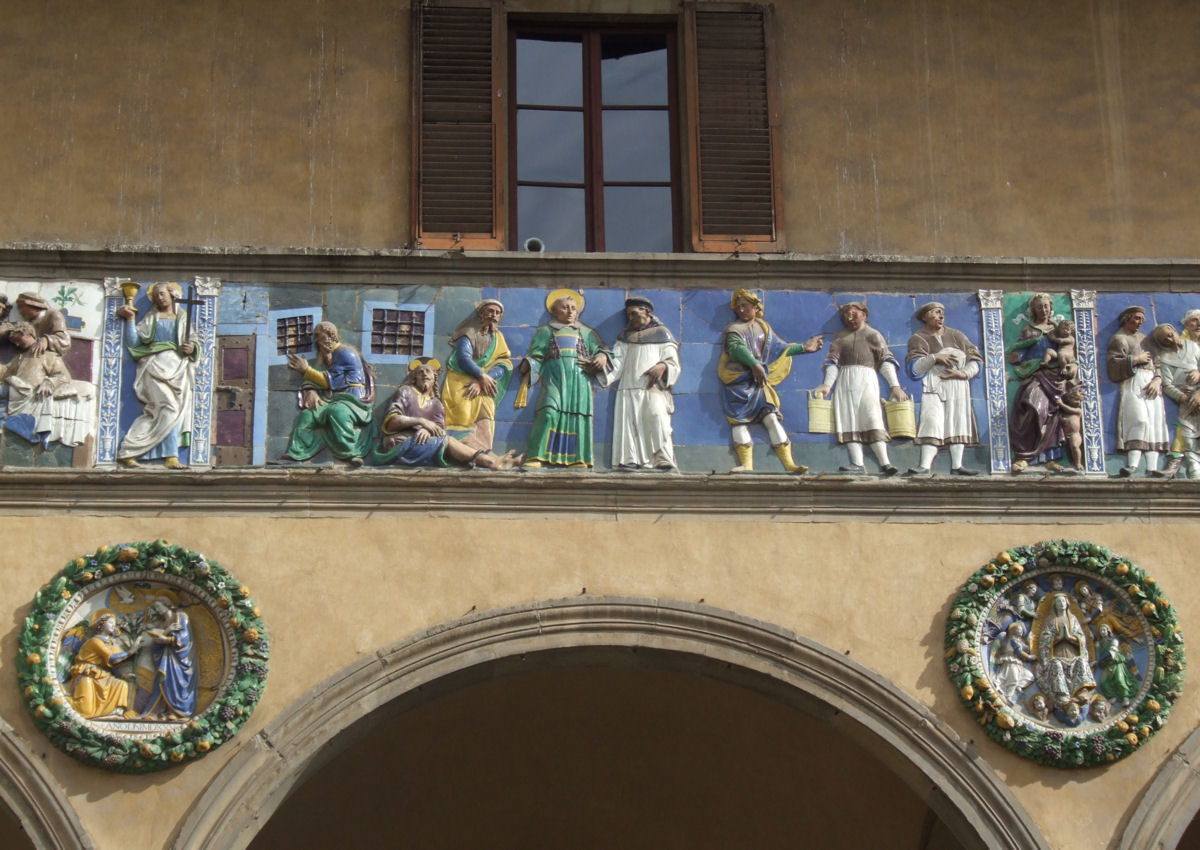
门楣

切波医院（Ospedale del Ceppo）是一个中世纪医院，位于意大利 中部托斯卡纳大区城市皮斯托亚。

## 历史
根据传统，它于1277年由慈善机构"del Ceppo dei poveri"（"穷人的树桩"）建立。在1345年， 兴建一个新的修道院，礼拜堂和domus（妇女住所）。1348年黑死病后，它得到捐款，成为该市的主要医院。它最初属于主教座堂，从1350年皮斯托亚市试图管理此机构。1401年皮斯托亚被佛罗伦萨共和国 征服后, 佛罗伦萨正式证实该医院的世俗身份。
医院管理者于1456年委托佛罗伦萨建筑师巴托洛梅奥修复此建筑。院长的选举通常在皮斯托亚的贵族家族之间进行，有时会造成风暴，例如在1498年。在1494年切波机构被驱逐, 医院由区管理。在1501年医院被交给佛罗伦萨新圣母医院，在此期间佛罗伦萨的spedalingo下令增加了门楣，成为今天宏伟的立面的主要特征。
在1784年，大公托斯卡纳的彼得罗·莱奥波尔多将这所医院与圣额我略医院等皮斯托亚其他医院合并，归还给皮斯托亚。

## 说明
目前的建筑群是是对原有的13世纪建筑的一系列增补和修复的结果。在15世纪增加了目前的立面，于1502年增加了文艺复兴凉廊，凉廊装饰着1525年的釉面陶瓷门楣，描绘七件善事的场景。1525年的 tondoes，描绘了“圣母领报”、“ 圣母的荣耀”、“圣母往见”和美第奇家族的纹章。
圣莱奥波尔多病房（corsia di San Leopoldo）原为传染病房，现在是皮斯托亚医学院所在地。